# Limba (Rumunia)
Limba – wieś w Rumunii, w okręgu Alba, w gminie Ciugud. W 2011 roku liczyła 359 mieszkańców.